# Étienne François Clary
Pour les articles homonymes, voir Famille Clary (Marseille).
Étienne François Clary, né le 8 août 1757 à Marseille où il meurt le 25 mars 1823, est un homme politique français.

## Biographie
Étienne François Clary est né du premier mariage de son père, François Clary (1725-1794), armateur et second échevin de Marseille, avec Gabrielle Fléchon (1732-1758). Il a douze frères et sœurs nés des deux unions de son père, dont Marie Julie (1771-1845), reine consort de Naples puis reine d'Espagne, et Eugénie Bernardine Désirée (1777-1860), princesse de Pontecorvo puis reine de Suède et de Norvège.
Négociant à Marseille, Clary entre le 4 nivôse an VIII au Corps législatif, par décision du Sénat Conservateur, pour y représenter le département des Bouches-du-Rhône.
Le 10 vendémiaire an XII, il fait partie de la députation envoyée au premier Consul par le collège électoral de ce département, et, le 4 frimaire de la même année, il reçoit la décoration de la Légion d'honneur. Enfin, le 4 pluviôse, il est élu candidat pour le Sénat conservateur par le collège électoral du département des Alpes-Maritimes et par celui du département de l'Isère : candidature restée sans suite.
Il quitte le Corps législatif en l'an XII.

## Postérité
- Étienne François se maria, à Saint-Loup (Marseille), avec Marcelle Guey (?-19 septembre 1804), fille de Joseph Guey, échevin de Marseille, dont il eut[3] :
  - François Joseph Marie Marius (Marseille, 3 octobre 1786 - Paris, 27 janvier 1841), comte Clary (10 juillet 1829), maréchal de camp de cavalerie ;
  - Joseph Marie Bienvenu (8 février 1788 - Madrid, 8 août 1811), élève à l'école spéciale militaire de Fontainebleau, colonel des fusiliers de la garde du roi d'Espagne Joseph Bonaparte, mort d'une chute de cheval[4], « jeune officier d’une grande espérance, [...] et dont la perte a été vivement sentie[5] » ;
  - Casimir Hippolyte Marie Alcibiade (né le 10 novembre 1790, mort jeune) ;
  - Marie Adèle Marseille Marcelle (1792 - La Tuillerie (Yvelines), mariée, en 1811 avec Jean-Henri, comte Tascher de La Pagerie 1785-1816, dont postérité ;
  - Fortuné (20 septembre 1793 - 31 mai 1829) ;
  - Louise (Marseille, 5 janvier 1796 - Paris, 8 janvier 1875), mariée, le 8 septembre 1821 à Paris, avec Louis-François, baron Lejeune (1775-1848), d'où :
    - Les barons Lejeune ;

  - Joachim Charles Napoléon (Paris, 1er février 1802 - Paris, 20 septembre 1856), capitaine de cavalerie, sénateur du Second Empire, conseiller général de Seine-et-Marne, marié le 29 octobre 1833 avec sa cousine Baptistine Julie (morte le 27 mai 1840 à Paris), fille de Henri Joseph Gabriel Blait de Villeneufve (né le 1er mars 1748), administrateur général des postes et relais de France et Honorine Clary (1769-1843), dont :
    - Postérité ;

## Distinction
| Chevalier de la Légion d'honneur |

- Légion d'honneur (4 frimaire an XII[6] ;